# Олівія Лафкін
Олівія Лафкін (нар. 9 грудня 1979) професійно знана як ОЛІВІЯ — двомовна японська співачка, авторка пісень та модель.
Її батько — американець, а матір — японка. У Олівії є молодший брат Джефрі Лафкін, музикант, з яким вона регулярно співпрацює, та молодша сестра Кароліна Лафкін, яка теж є співачкою.
Кар'єра Олівії розпочалася після того, як вона потрапила у японський дівчачий гурт «D&D». Славу і визнання Олівії принесли пісні, написані нею для «Трапнесту» — вигаданого гурту, зображеного у дуже популярному аніме «NANA». У ньому Олівія озвучила роль Рейри Серізави, вокалістки Трапнесту, використавши для цього псевдонім Olivia Inspi' Reira (Trapnest).

## Біографія

### Дитинство та юність
Олівія Лафкін народилася 9 грудня 1979 року в префектурі Окінава, Японія. У 1982 вона переїхала у Сан Дієго, штат Каліфорнія, США, потім повернулася до Окінави. Згодос Олівія знову переїхала у США, цього разу у Північну Кароліну, а через 2 роки знову повернулася у Окінаву.
Олівія навчалася у Окінавській акторській школі. Там її помітив відомий продюсер Тецуя Комуро. Завдяки йому Олівія потрапила у дівчачий гурт D&D. Згодом Олівія записала сингл «Together Now» для чемпіонату світу з футболу 1998 року. Після цього D&D розпався — Олівія розпочала сольну кар'єру, а Чіка та Ая (дві інші учасниці гурту) почали виступати під ім'ям «Ая&Чіка з D&D».

### 1999—2002: Початок сольної кар'єри
На відміну від музики «D&D», перший сингл Олівії — «I.L.Y.: Yokubou» — мав сильне поп-рокове звучання. Хоча Олівія не написала свої перші два сингли (вони були написані T2ya), вона написала свій третій сингл — «Dear Angel»(«Дорогий ангел»), та решту власних пісень після цього.
У 1999 та 2000 роках, Олівія випустить 6 синглів, всі з поп-роковим звучанням. 2000 року Олівія випустила свій перший сольний альбом — «Synchronicity». Альбом посів двадцяте місце у чарті Орікон.
Після річної перерви, Олівія почала сама займатися своєю кар'єрою, випустивши сьомий сингл під назвою «Sea Me» (укр. «Море мене») 12 грудня 2001 року. Після цього Олівія перейшла до лейблу «Cutting Edge», що є саб-лейблом «Avex Trax». Під цим лейблом Олівія продовжує випускати сингли та альбоми. Після цього надзвичайно збільшилася перерва між випусками нових пісень Олівії.
Наступний сингл Олівії, «Into the Stars» («У зірки»), вийшов у вересні 2002 року. Сингл увійшов у міні-альбом «Internal Bleeding Strawberry» («Внутрішня кровотеча полуниці»), що вийшов 21 лютого 2003 року.

### 2003—2004: Новий стиль
2003 рік ознаменувався абсолютною зміною стилю Олівії після того, як вона почала співпрацювати зі своїм братом Джефрі Лафкіном. Протягом цього періоду її музика стала набагато «темнішою» — набрала тяжчого звучання, тексти набрали меланхолійнішого характеру. За цей час Олівія перестала видавати сингли, натомість видала чотири мініальбоми — Internal Bleeding Strawberry, Merry&Hell Go Round, Comatose Bunny Butcher та Return of the Chlorophyll Bunny.
Разом із цим, Олівія вирішила запустити лінію одягу під назвою «Black Daisy Ville» разом із подругою Фредою Ніімурою (Рін Козу). Випуск одягу продовжувався до 2004 року. Коли Фреда переїхала у США, випуск одягу припинився.
У 2004 році Олівія випустила свій другий альбом «The Lost Lolli», у який ввійшли найкращі пісні із попередніх міні-альбомів та два нових треки — «Alone in Our Castle» («Наодинці у нашій фортеці») та «Fake Flowers» («Штучні квіти»). Альбом посів лише 111 місце у чартах Орікон. Однак згодом альбом вийшов і за кордоном, а саме у США, що свідчило про популярність Олівії за межами Японії.

### 2005—2006: Повернення
Після випуску «The Lost Lolli» Олівія зробила перерву. Вона майже не виступала, окрім концерту на «Гелловіні живих мерців» 30 жовтня 2005 року. Попри це, Олівія продовжувала працювати моделлю для модних магазинів.
Протягом березня 2006 року Олівія заявила про повернення у сферу музики. Вона озвучуватиме Рейру Серізаву — солістку Трапнесту, героїню аніме «NANA». Для Рейри Олівія написала декілька пісень під псевдонімом Olivia Inspi' Reira (Trapnest). Олівії довелося працювати разом із Анною Цучією, японською співачкою, яка озвучувала головну героїню «NANA» — Нана Осакі, вокалістку гурту «BLAST».
Мангака Ай Язава попросила Олівію написати музику для Рейри, після того, як прослухала пісні «Sea Me» та «Into the Stars». Після того, як Язава почула пісні Олівії, вона заявила: «Саме вона нам підходить!». «A Little Pain» (укр. «Маленький біль») став першим синглом, написаним Олівією для аніме. Спершу співачка придумала музику, потім — текст на англійськім. Згодом слова були перекладені на японську. Ця пісня про «самотність, слабкість і силу Рейри», оскільки Олівії вдалося знайти багато спільних рис із персонажем.
Олівія заявила, що її музичні погляди змінилися. Перерва, зроблена після виходу у світ «The Lost Lolli», була спричинена депресивним станом співачки. За словами Олівії, вона «почала помічати й усвідомила багато своїх помилок», її стиль «став набагато детальнішим», він «милозвучніший» та «набагато крутіший».

Щоби озвучити Рейру, Олівії довелося заглибитися у мангу, адже, за її словами, мангу вона «ніколи не читала». Щодо написання пісні «A Little Pain» Олівія сказала: 
|  | «Було весело співати так, ніби ти - хтось інший. Як актриса. Я написала слова, маючи в голові образ Рейри, її сприйняття самої себе. Але через те, що вона Рейра, вона мусить допомогти усім навколо неї. Ось чому здається, що вона співає для всіх. Насправді ж вона співає для себе. Я писала пісню із цією думкою». |

Після виходу «A Little Pain», пісня посіла восьме місце у чарті Орікон, на дві сходинки нижче пісні Анни Цучії «Rose», яка вийшла у той же день. Це вперше пісня Олівії увійшла у першу десятку чарту. За два тижні, сингл розійшовся більшим накладом, ніж її дебютний сингл «I.L.Y.: Yokubou», який був найуспішнішим синглом на той час.
Протягом 2006 року, Олівія продовжувала писати музику для «NANA». Її пісні стали темами для відкриття та закінчення аніме. Сингл «Wish/Starless Night» («Бажання/Ніч без зірок») посів сьоме місце у чарті Орікон. Після цього успіху, Олівія вперше виступила у США у Каліфорнії 2006 року.

### 2007-дотепер: скромний успіх
17 січня 2007 року вийшов новий альбом Олівії — The Cloudy Dreamer (укр. Хмарний мрійник). Він посів п'ятнадцяте місце у чарті Орікон, що стало найвищою сходинкою, яку коли-небудь посідали альбоми Олівії. Альбом містив у собі пісню «Dream Cather» (укр. «Охоронець мрій»), яка стала саундтреком для серіалу «Дівчина Пекла». 28 лютого 2007 року Олівія випустила диск під назвою «Olivia Inspi' Reira (Trapnest)», що містив пісні із аніме «NANA» та кілька нових пісень.
Через деякий час вийшов новий альбом «Nana Best», у який увійшли найвідоміші хіти Анни Цучії та Олівії, написані для аніме «NANA».
6 липня 2007 року Олівія виступила у Парижі, Франція, виконуючи пісні із альбомів «Olivia Inspi' Reira (Trapnest)», «The Lost Lolli» та «The Cloudy Dreamer». Вона також була особливим гостем на Japan Expo, що проходив 6 та 7 липня у Парижі.
Олівія випустила свій шостий альбом «Trinka Trinka» 17 вересня 2008 року.. В альбом увійшли тільки нові пісні. Після виходу альбому Олівія виступила наживо у клубі «Shibuya Womb» 24 жовтня 2008 року. На концерт прийшло понад 600 шанувальників.
30 грудня 2008 року Олівія виступила разом із японським рок-музикантом Інораном. 15 квітня 2009 року вони випустили спільний сингл «Sailing Free» («Вільне відплиття»), який став саундтреком для відео-гри «Sengoku Basara Battle Heroes». «Sailing Free» також був першим новим синглом Олівії за останні три роки.
Олівія виступить на аніме-конвенції у Німеччині, що проходитиме з 10 по 12 вересня 2010 року.

## Дискографія

### Альбоми
- «Synchronicity» — Avex Trax — 6 грудня 2000 року
- «The Lost Lolli» — Cutting Edge — 18 лютого 2004 року
- «Olivia Inspi' Reira (Trapnest)» — Cutting Edge — 28 лютого 2007 року

### Мініальбоми
- Internal Bleeding Strawberry — Avex Trax — 21 лютого 2003 року
- Merry&Hell Go Round — Cutting Edge — 27 червня 2003 року
- Comatose Bunny Butcher — Cutting Edge — 12 вересня 2003 року
- The Return of the Chlorophyll Bunny — Cutting Edge — 3 грудня 2003 року
- The Cloudy Dreamer — Cutting Edge — 1 січня 2007 року
- Trinka Trinka — Cutting Edge — 17 вересня 2008 року

### Сингли
- I.L.Y.: Yokubou (欲望, :Lust) — Avex Trax −3 лютого 1999 року
- Re-act — Avex Trax — 12 травня 1999 року
- Dear Angel — Avex Trax — 6 жовтня 1999 року
- Dress Me Up — Avex Trax — 19 квітня 2000 року
- Dekinai (できない, I Can't) — Avex Trax — 26 липня 2000 року
- Color of Your Spoon — Avex Trax — 4 жовтня 2000 року
- Sea Me — Avex Trax — 5 грудня 2001
- Into the Stars — Cutting Edge — 4 вересня 2002 року
- A Little Pain (as Olivia Inspi' Reira (Trapnest)) — Cutting Edge — 28 червня 2006 року
- Wish/Starless Night (as Olivia Inspi' Reira (Trapnest)) — Cutting Edge — 11 жовтня 2006 року
- Sailing Free — Cutting Edge — 15 квітня 2009 року

### Цифрові завантаження
- If You Only Knew — ремікс World's End Girlfriend — 8 липня 2007 року

### DVD
- Відео-кліпи — Cutting Edge — 13 березня 2002 року

### Збірники
- Tuesday Song (#5 «Dear Angel») — Universal Music — 22 січня 2003 року
- Option Presents Stream Z J-Loud Edition (#5 «SpiderSpins (Lost Lolli Mix)») — Avex Trax — 27 жовтня 2004 року
- Nana Best (Olivia Inspi' Reira (Trapnest) & Anna Tsuchiya Inspi' Nana (Black Stones)) — Cutting Edge — 21 березня 2007 року
- Flower Festival: Vision Factory Presents (#8 «Bleeding Heart») — Sonic Groove — 19 березня 2008 року

### Спільні проєкти
- Together Now («Разом зараз») (Жан Мішель Жарре та Тецуя Комуро) — SMEJ −22 квітня 1998 року
- Музика на чемпіонаті світу з футболу 1998 року: Allez! Ola! Ole! (#15 «Together Now») — Sony BMG — 9 червня 1998 року
- Найновіші пісні Тецуї Комуро 1998 року — SMEJ — 26 листопада 1998 року